# 楊元卿 (明朝)
楊元卿（？—1646年8月4日（隆武二年六月二十四日）），字貞生，貴陽府新貴縣人，南明政治與軍事人物。

## 生平
楊元卿是兵部右侍郎楊文驄的兒子，隆武帝在杭州時徵召楊鼎卿、楊元卿、楊羹卿三兄弟，三人備受寵愛，他則得獲官戶部郎中。隆武二年（1646年）六月，清朝軍隊攻至，他和父親、兄長以及總兵藍祚國移師保衛仙霞關，但清兵已繞道先行入關，楊文驄軍隊只能敗退到浦城；至二十四日，他們和孫臨在建寧樟樹村被清朝騎兵追到，拒絕投降後和部下五百人都被殺。

## 引用
1. 1 2  錢海岳《南明史·卷四十七·列傳第二十三》：楊文驄，字龍友，新貴人。……初，上（隆武帝）在鎮江，與（楊）文驄交好。及至杭州，使鼎卿、元卿、羹卿兄弟上謁，以故人子待之，寵甚，特加鼎卿太子太保，挂忠貞將軍印，命協赴南京，整理浙兵督鎮。元卿戶部郎中。……元卿，字貞生。
2. ↑  錢海岳《南明史·卷四十七·列傳第二十三》：（隆武二年）六月，清兵至，文驄、鼎卿、元卿與總兵藍祚國移軍保仙霞關。而清兵已間道先入，不能禦，負創敗退浦城。二十四日（楊文驄）至建寧樟樹村，與孫臨同為追騎所得。說之降，不從，與麾下五百人俱死。